# Jezioro Palędzie
Jezioro Palędzie, Jezioro Palędzkie – jezioro rynnowe w Polsce, położone w województwie kujawsko-pomorskim, w powiecie mogileńskim, w gminie Mogilno, na obszarze Pojezierza Żnińsko-Mogileńskiego.

## Opis
Jezioro ma urozmaiconą, lecz bezleśną linię brzegową. Powierzchnia akwenu wynosi 36 ha. Jezioro leży w pobliżu miejscowości Palędzie Kościelne i Palędzie Dolne.